# Sparkasse Bregenz
Die Sparkasse Bregenz ist eine im Jahr 1822 als Vereinssparkasse gegründete österreichische Bank mit Unternehmenssitz in Bregenz und das älteste Bankinstitut in Vorarlberg. Sie ist Mitglied des Kooperations- und Haftungsverbundes der österreichischen Sparkassen und des Österreichischen Sparkassenverbandes.

## Geschichte
Der Sparkassenverein bestand aus 18 Mitgliedern, die insgesamt 2.700 österreichische Gulden Gründungskapital aufbrachten. Im Jahre 1848 übernahm die Stadtgemeinde Bregenz die Sparkasse als Gemeindesparkasse und in der ersten Periode ihres Bestehens hielt die Sparkasse einmal wöchentlich Kassastunden ab. Noch vor 1880 wurde der Tagverkehr, einschließlich Sonntagsdienst, eingeführt. Der Sonntagsdienst wurde 1914 wieder aufgelassen. 1925 baute die Sparkasse ihre Räume im Rathaus um. 1938 beschloss die Verwaltungskommission das Haus Rathausstraße 29 zu kaufen und für die Zwecke der Sparkasse zu adaptieren. Nach langen Verhandlungen mit den Mietern des Hauses konnte die Sparkasse schließlich 1940 in den neuen Räumen den Betrieb aufnehmen. Im Jahr 1970 wurde die erste Filiale in Rieden-Vorkloster errichtet. Danach erfolgten die Gründungen der Filialen Hard 1972, Lochau 1977, Wolfurt 1980 und Franz-Ritter 1982. Im Jahr 1998 wurde die erste Jugendbank in Vorarlberg, spark7, eröffnet. 2002 folgte die Neueröffnung der Filiale in Hörbranz. Im Oktober 2002 zog die Sparkasse Bregenz aus dem alten Sparkassengebäude aus, da im Jänner 2003 das Gebäude abgerissen wurde.
Im Jahr 2004 stockte die Sparkasse Dornbirn ihre bereits an der Sparkasse Bregenz gehaltenen Anteile durch Übernahme des Aktienpakets (etwa 44 Prozent) der Erste Bank auf. Mit 70,48 Prozent wurde die Sparkasse Dornbirn dadurch zum Mehrheitsaktionär. Die weiteren 29,52 Prozent verteilten sich zu diesem Zeitpunkt auf Sparkasse Feldkirch, Sparkasse Bludenz, Sparkasse Egg und die Stadtgemeinde Bregenz. Am 8. Dezember 2004 fand die Eröffnungsfeier des neuen Sparkassengebäudes statt. Im Zuge eines Projekts in Wolfurt, bei welchem drei verschiedene Nutzungen in einem Gebäude zusammengeführt werden sollten – ein Gastronomiebetrieb, ein Hotel und eine Sparkassen-Filiale – übersiedelte die Filiale Wolfurt im Juni 2011 in die neuen Räumlichkeiten im „Sternen-Areal“.

## Kritik
Nach dem Beginn der Finanzkrise im Jahr 2008 änderte die Sparkasse Bregenz ihre Methode zur Berechnung der Refinanzierungskosten für Kredite. Anstatt wie bisher die auf LIBOR bzw. EURIBOR basierende Berechnungsmethode zu verwenden, nutzte die Bank den 3-Monats-Refinanzierungssatz der österreichischen Sparkassen, der von der Erste Group Bank AG berechnet wird. Die Erste Group rechnete einen Aufschlag hinzu, der zur Abgeltung ihrer Kosten und als Ertrag dienen soll. Da dieser interne Aufschlag nicht offen gelegt wurde, ist unter anderem folgende Klausel vom OLG Innsbruck als intransparent und unzulässig erklärt worden:
Für diese Zinsenperiode beträgt die Verzinsung jeweils …% p.a.(Marge) über dem Indikator 3-Monats-Refinanzierungssatz der österreichischen Sparkassen. Der so ermittelte Zinssatz wird auf drei Dezimalstellen abgerundet. Der 3-Monats-Refinanz der österreichischen Sparkassen ist der zwei Geschäftstage vor Beginn der jeweiligen Zinsenperiode von der Erste Bank Group AG um ca. 14.15 festgestellte Zinssatz für Geldaufnahme am Interbankmarkt in Wien für die entsprechende Zinsenperiode in der betreffenden Finanzierungswährung.
Dieser Refinanzierungssatz war in den letzten Jahren und ist derzeit bei Schweizerfranken und Euro praktisch durchgehend höher als LIBOR oder EURIBOR.
Die Vorarlberger Sparkassen mussten aufgrund des Urteils betroffene Verbraucherkredite anpassen, was am 1. Juli 2014 umgesetzt wurde. Die Zinsanpassungen orientieren sich seitdem wieder am LIBOR (Fremdwährungskredite) bzw. am EURIBOR (Eurokredite).

## Auszeichnungen
- Die Sparkasse Bregenz ist seit 2005 Träger des Austria Gütezeichens (Zertifikatsnr.: 89.001)[10]
- Die Sparkasse Bregenz hat im November 2018 bereits zum dritten Mal das Gütesiegel „Ausgezeichneter Lehrbetrieb“ für weitere drei Jahre erhalten.[11]
- Die Sparkasse Bregenz Bank AG stellt sich seit 2016 jährlich dem Audit zum ÖKOPROFIT-Zertifikat für betriebliches Umweltmanagement vom Land Vorarlberg.[12]
- 2020 wurde der Sparkasse Bregenz das Gütesiegel „Ausgezeichneter familienfreundlicher Betrieb“ vom Land Vorarlberg verliehen. Die Auszeichnung ist für zwei Jahre (2020 bis 2021) gültig.[13]

## Filialen
Nach Gründungsjahr:
- Zentrale Bregenz Stadt; Gründung: 1822
- Bregenz Rieden-Vorkloster; Gründung: 1970
- Hard; Gründung: 1972
- Wolfurt; Gründung: 1980
- Lochau; Gründung: 1977
- Bregenz Franz-Ritter; Gründung: 1982
- Hörbranz; Gründung: 2002